# Amanda Sister
Amanda Sister (Zwide, 1 de março de 1990) é uma futebolista profissional sul-africana que atua como defensora.

## Carreira
Amanda Sister fez parte do elenco da Seleção Sul-Africana de Futebol Feminino, nas Olimpíadas de 2012. 